# Ruprechtia
Ruprechtia är ett släkte av slideväxter. Ruprechtia ingår i familjen slideväxter.

## Dottertaxa tillRuprechtia, i alfabetisk ordning[1]
- Ruprechtia albida
- Ruprechtia aperta
- Ruprechtia apetala
- Ruprechtia apurensis
- Ruprechtia brachysepala
- Ruprechtia brachystachya
- Ruprechtia carina
- Ruprechtia coriacea
- Ruprechtia costaricensis
- Ruprechtia costata
- Ruprechtia crenata
- Ruprechtia cruegeri
- Ruprechtia curranii
- Ruprechtia exploratricis
- Ruprechtia fusca
- Ruprechtia glauca
- Ruprechtia howardiana
- Ruprechtia jamesonii
- Ruprechtia laevigata
- Ruprechtia latifunda
- Ruprechtia laxiflora
- Ruprechtia lundii
- Ruprechtia maracaensis
- Ruprechtia nicaraguensis
- Ruprechtia obovata
- Ruprechtia pallida
- Ruprechtia paranensis
- Ruprechtia peruviana
- Ruprechtia ramiflora
- Ruprechtia salicifolia
- Ruprechtia scandens
- Ruprechtia standleyana
- Ruprechtia tangarana
- Ruprechtia tenuiflora